# Gheorghe Bucur
Pour les articles homonymes, voir Bucur.
Gheorghe « Gigel » Bucur (né le 8 avril 1980 à Bucarest en Roumanie) est un joueur de football roumain. Il est attaquant.

## Palmarès
- Champion de Russie de D2 en 2010 avec le Kouban Krasnodar

## Statistiques
| Kouban                      | 2010           | 0   | 0   | 0  | 0 | 0 | 0 | 0   | 0   |
| Kouban                      | Total          | 0   | 0   | 0  | 0 | 0 | 0 | 0   | 0   |
| FC Timișoara                | 09-10          | 16  | 8   | 0  | 0 | 6 | 3 | 22  | 11  |
| FC Timișoara                | 08-09          | 31  | 17  | 4  | 2 | 2 | 1 | 37  | 20  |
| FC Timișoara                | 07-08          | 28  | 16  | 2  | 1 | 0 | 0 | 30  | 17  |
| FC Timișoara                | 06-07          | 29  | 9   | 4  | 2 | 0 | 0 | 33  | 11  |
| FC Timișoara                | 05-06          | 20  | 2   | 2  | 1 | 0 | 0 | 22  | 3   |
| FC Timișoara                | Total          | 124 | 52  | 12 | 6 | 8 | 4 | 144 | 62  |
| Sportul                     | 04-05          | 29  | 21  | 0  | 0 | 0 | 0 | 29  | 21  |
| Sportul                     | 03-04          | 28  | 29  | 0  | 0 | 0 | 0 | 28  | 29  |
| Sportul                     | 02-03          | 12  | 2   | 0  | 0 | 0 | 0 | 12  | 2   |
| Sportul                     | 01-02          | 29  | 12  | 0  | 0 | 0 | 0 | 29  | 12  |
| Sportul                     | 00-01          | 27  | 4   | 0  | 0 | 0 | 0 | 27  | 4   |
| Sportul                     | 99-00          | 28  | 6   | 0  | 0 | 0 | 0 | 28  | 6   |
| Sportul                     | 98-99          | 16  | 2   | 0  | 0 | 0 | 0 | 16  | 2   |
| Sportul                     | Total          | 169 | 76  | 0  | 0 | 0 | 0 | 169 | 76  |
| Total carrière              | Total carrière | 293 | 129 | 12 | 6 | 8 | 4 | 313 | 139 |
| Mis à jour 18 décembre 2009 |                |     |     |    |   |   |   |     |     |

### Buts internationaux
| #  | Date             | Lieu                   | Adversaire | But | Résultat | Compétition                 |
| -- | ---------------- | ---------------------- | ---------- | --- | -------- | --------------------------- |
| 1. | 8 juin 2005      | Constanța, Roumanie    | Arménie    | 3–0 | Victoire | Qualifications mondial 2006 |
| 2. | 8 juin 2005      | Constanța, Roumanie    | Arménie    | 3–0 | Victoire | Qualifications mondial 2006 |
| 3. | 9 septembre 2009 | Bucarest, Roumanie     | Autriche   | 1–1 | Nul      | Qualifications mondial 2010 |
| 4. | 14 octobre 2009  | Piatra Neamț, Roumanie | Îles Féroé | 3–1 | Victoire | Qualifications mondial 2010 |